# Larry Silván
Larry Silván, född 5 juni 1955 i Ekenäs landskommun, död 14 augusti 1976 i Pojo, var en finländsk författare. 
Silván vantrivdes med den inskränkta mentaliteten i Ekenäs, där han inte ansåg sig bli accepterad för den han var. Han bosatte sig därför i ett förfallet hus vid en avstjälpningsplats, där han levde ensam, odlade det han behövde, diktade och komponerade. Han begick självmord vid 21 års ålder, men blev uppmärksammad för sin postumt utgivna diktsamling Dikter (1977, i ny utgåva 1989, samt 2022), som blev något av en poetisk kultbok. De mässande texterna var ett rop ur ensamheten och ett ursinnigt angrepp på ett samhälle som styrs av penningens makt.